# Верхняя Подъёмная
Верхняя Подъёмная (в низовье Подъёмная) — река в России, в Большемуртинском районе Красноярского края, левый приток Енисея (на 2298-м км). Длина — 88 км, площадь бассейна 1330 км². Исток находится на водоразделе с Чулымом, на высоте свыше 283 м, примерно в 12 км западнее деревни Мостовское. Ниже по течению располагаются населённые пункты: Межово, Верх-Подъёмная, Тигино, Пакуль и Береговая-Подъемная. Высота устья — 104 м над уровнем моря.
В низовье, у села Береговая-Подъёмная, в Верхнюю Подъёмную слева впадает рукав Нижней Подъёмной. С этого места водоток носит название «Подъёмная».

## Притоки
- Мингуль — в 23 км по правому берегу;
- Тигинушка — в 32 км по левому берегу;
- Бартат — в 38 км по правому берегу;
- Лакино — в 41 км по левому берегу;
- Итат — в 49 км по правому берегу;
- Талая — в 67 км по правому берегу;
- Лапина — в 69 км по левому берегу.

По данным государственного водного реестра России относится к Енисейскому бассейновому округу. Код водного объекта 17010300512116100024290.